# فرناندو تابيا
فرناندو تابيا (بالإسبانية: Fernando Tapia) هو لاعب كرة قدم مكسيكي، ولد في 17 يونيو 2001.